# Доказателство (юриспруденция)
Доказателствата (в наказателния процес) са фактически данни от обективната действителност, които са свързани с определени обстоятелства от наказателното дело, допринасят за тяхното изясняване и са установени по предвидения в закона ред. Основната същност на доказателствата е безспорното доказване на факта, че конкретно лице е извършило конкретното престъпление.

## Видове доказателства
- Преки и косвени (улики)
- Веществени и невеществени
- Първични и вторични
- Обвинителни и защитни